# Le Citoyen (journal)
Le Citoyen ou Le Citoyen de Paris, est un quotidien radical français fondé le 10 janvier 1880 par Achille-Henri Baubeau de Secondigné.

## Histoire
Fondé par Achille-Henri Baubeau de Secondigné, son premier numéro sort le 10 janvier 1880. Après 594 numéros il cesse de paraitre le 28 août 1881 et est remplacé par Le Citoyen français qui sera publié jusqu'en décembre 1881.  

## Rédacteurs
- Henri Brissac
- Jules Guesde